# Timon Rüegg
Timon Rüegg (24 januari 1996) is een Zwitsers veldrijder. Hij komt sinds het veldritseizoen 2023-2024 uit voor het Duitse UCI Cyclocross Team: Heizomat Radteam p/b Kloster Kitchen. 

## Carrière
Nadat hij eerder al tweemaal nationaal veldritkampioen geworden was bij de beloften, volgde op 13 januari 2019 zijn eerste titel bij de elite. In Sion bleef de dan 23-jarige Rüegg de mountainbikers Andri Frischknecht en Lars Förster respectievelijk vier en 21 seconden voor. Vier jaar later volgde een tweede titel. Ditmaal vergezelden Lars Förster en Kevin Kuhn hem op het podium. Deze laatste was de winnaar in de twee voorafgaande jaren. Beging 2024 verdedigde hij met succes zijn nationale titel. 
Zijn jongere zus Noemi Rüegg is eveneens actief in de wielerwereld. 

## Palmares

### Elite
Overwinningen
| Seizoen   | Wereldbeker | Coupe de France      | EKZ/Swiss Cup                       | WK  | EK  | ZK     | Overige                     | Totaal aantal zeges |
| --------- | ----------- | -------------------- | ----------------------------------- | --- | --- | ------ | --------------------------- | ------------------- |
| 2018-2019 |             |                      |                                     | 29e | 21e | Goud   |                             | 1                   |
| 2019-2020 |             |                      |                                     | 13e | 17e | Zilver | Madiswil                    | 1                   |
| 2020-2021 |             |                      |                                     | 19e | 12e | Brons  |                             | 0                   |
| 2021-2022 |             | Bagnoles de l'Orne I |                                     | -   | 18e | Brons  | Täby, Stockholm             | 3                   |
| 2022-2023 |             |                      |                                     | 13e | 10e | Goud   |                             | 1                   |
| 2023-2024 |             |                      | Schneisingen, Hittnau einklassement | 25e | DNS | Goud   | Bad Salzdetfurth, Brugherio | 5                   |
|           |             |                      |                                     |     |     |        |                             |                     |
| Totaal    | 0           | 1                    | 2                                   | 0   | 0   | 3      | 5                           | 11                  |

Resultatentabel
| Seizoen   | Aantal zeges      | ↑   | ↑   | ↑      | WB  | CDF | EKZ/SC | UCI |
| --------- | ----------------- | --- | --- | ------ | --- | --- | ------ | --- |
| 2018–2019 | 1 overwinning(en) | 29e | 21e | Goud   | 54e | DNS | 10e    | 55e |
| 2019–2020 | 1 overwinning(en) | 13e | 17e | Zilver | 16e | DNS | 4e     | 25e |
| 2020–2021 | 0 overwinning(en) | 19e | 12e | Brons  | 28e | DNS | Zilver | 23e |
| 2021–2022 | 3 overwinning(en) | -   | 18e | Brons  | 28e | ↑   | NVT    | 28e |
| 2022–2023 | 1 overwinning(en) | 13e | 10e | Goud   | 14e | 12e | 8e     | 15e |
| 2023–2024 | 5 overwinning(en) | 25e | DNS | Goud   | 23e | DNS | Goud   | 22e |
| Totaal    | 11 overwinningen  | 0   | 0   | 3      | 0   | 0   | 1      | 0   |

### Jeugd
Zwitsers kampioenschap veldrijden: 2016 & 2018 (beloften)